# Muntanyes Chigmit
Les muntanyes Chigmit (en anglès Chigmit Mountains) són una serralada secundària de la serralada Aleutiana, a l'estat d'Alaska, als Estats Units.

## Situació
Estan situades a l'extrem nord-est de la serralada Aleutiana, a l'oest de la Cook Inlet, uns 200 km al sud-oest d'Anchorage. Al nord, limiten amb les muntanyes Tordrillo, i al nord-oest, per les muntanyes Neacola. La badia de Cook marca el límit oriental de la serralada, mentre que a l'oest, les muntanyes s'esvaeixen en els turons i les terres baixes del Parc nacional i reserva del llac Clark. Al sud i sud-oest limiten amb la continuació de la Serralada Aleutiana, a la península d'Alaska.
Com la major part de la serralada aleutiana la composició de la serralada és volcànica i inclou dos destacats estratovolcans: el Mont Redoubt (3.108 m), punt més alt de la serralada, i el mont Iliamna (3.052 m).